# Czarnocin (Sainte-Croix)
Pour les articles homonymes, voir Czarnocin.
Czarnocin est une localité polonaise, siège de la gmina de Czarnocin, située dans le powiat de Kazimierza en voïvodie de Sainte-Croix.